# Neopiciella kabyliana
Neopiciella kabyliana är en skalbaggsart som först beskrevs av Maurice Pic 1896.  Neopiciella kabyliana ingår i släktet Neopiciella och familjen långhorningar. Inga underarter finns listade i Catalogue of Life.